# کومنسور
کومنسور(نام علمی: Komensaurus) نام یک سرده از راسته پولک‌داران است.